# Gemeinschaftssiedlung (Israel)
Eine Gemeinschaftssiedlung (hebräisch יישוב קהילתי Jischuw Kehilati) ist eine genossenschaftlich organisierte Ortschaft in Israel, die nicht landwirtschaftlich tätig ist.  Im Gegensatz zu einem Kibbuz oder einem Moschav ist die wirtschaftliche Zusammenarbeit zwischen Bewohnern nur sehr locker. Die meisten Bewohner arbeiten außerhalb der Siedlung.

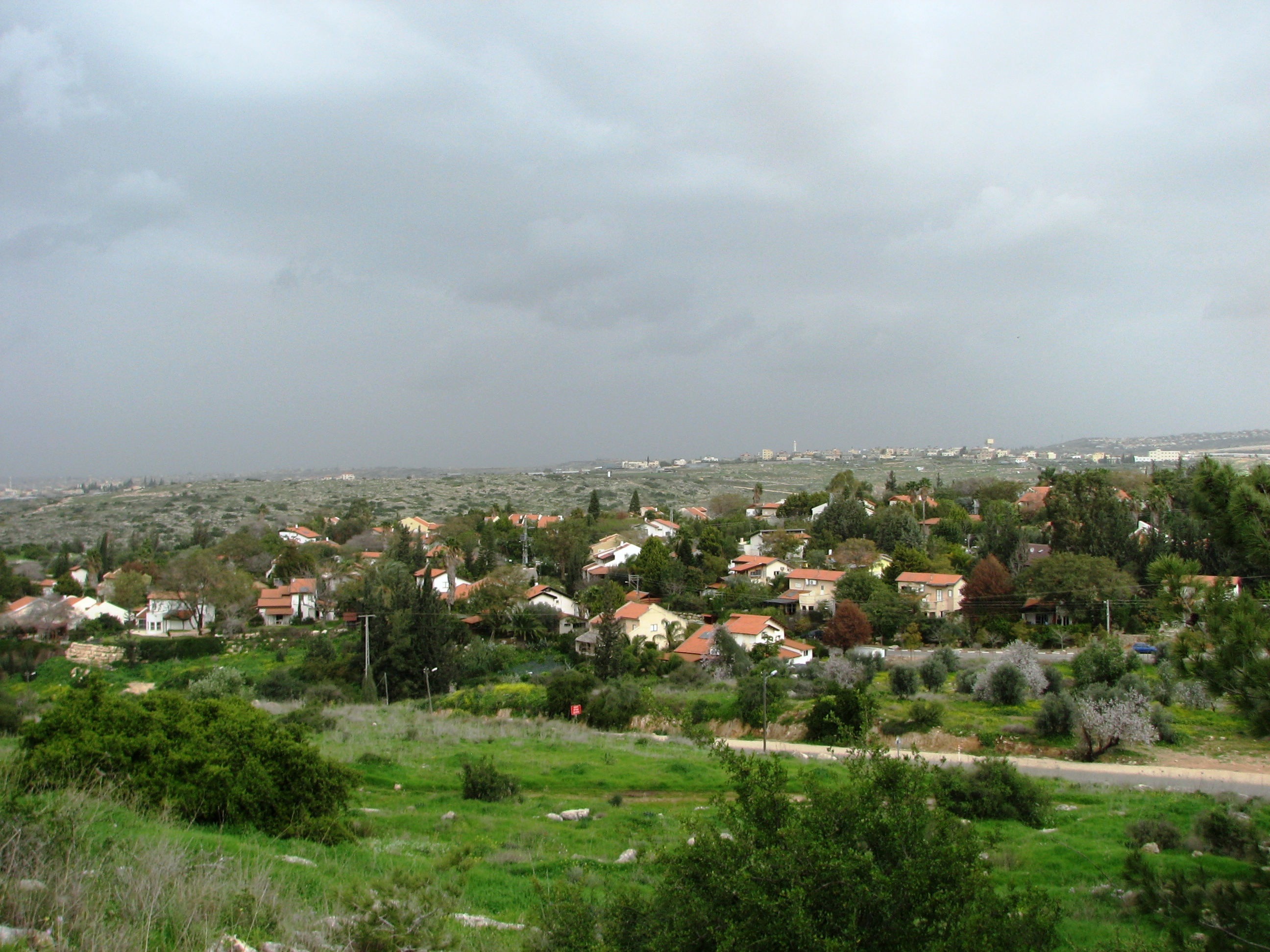
Die Gemeinschaftssiedlung Nirit

## Rechtliche Struktur
Eine Gemeinschaftssiedlung ist eine Genossenschaft, in der alle Bewohner Mitglied sind. Die Grundstücke der gesamten Siedlung gehören einer Gesellschaft, in der Regel dem jüdischen Nationalfonds oder der Israelischen Land Administration (ILA). Die einzelnen Parzellen und Immobilien werden an die Mitglieder der Genossenschaft nur verpachtet oder vermietet. Eine Gemeinschaftssiedlung ähnelt einer Wohnungsbaugenossenschaft in der Größe einer ganzen Siedlung.
Die Bewohner zahlen eine eigene Abgabe an das Komitee der Gemeinschaftssiedlung, die damit öffentliche Einrichtungen wie Kindertagesstätte, Synagogen, Lebensmittelgeschäfte, Sportanlagen und Schwimmbäder finanziert.
Die Gemeinschaftssiedlungen bieten hohen Lebensstandard und hohe Lebensqualität, einschließlich eines Privathauses, mit einem religiösen Standort sowie eine starke Gesellschaft mit gemeinsamen Werten, aber ohne den Sozialismus, den Kibbuzim und Moshavim typisieren.
Die Siedlungen sind in der Regel relativ klein, zwischen hundert und tausend Einwohner. Einige sind sogar noch kleiner, mit weniger als 30 Einwohnern.

## Gemeinsame Merkmale
- Die meisten Gemeinschaftssiedlungen sind klein und haben nicht mehr als einige hundert Einwohner. Sie sind damit zu klein, um eine eigene Kommunalverwaltung zu bilden.  Sie gehören meist einer Regionalverwaltung an. Verwaltet wird die Gemeinschaftssiedlung durch ein lokales Komitee, das für einzelne Aufgaben Ausschüsse bilden kann.
- Die Gemeinschaftssiedlungen bestehen meist aus von der Genossenschaft finanzierten Einfamilienhäusern.
- Die Einwohner sind in der Regel sehr am Leben innerhalb der Gemeinschaftssiedlung beteiligt.
- Ein Standort außerhalb dicht besiedelten städtischen Gebieten, inmitten einer natürlichen Landschaft
- Will jemand in einer Gemeinschaftssiedlung ein Haus erwerben oder ein Unternehmen eröffnen, benötigt er die Zustimmung der Bewohner. Dies erfolgt in der Regel über einen Zulassungsausschuss.
- Auf die Auswahl neuer Mitglieder haben die Einwohner einer Gemeinschaftssiedlung großen Einfluss. Sie können bestimmte Vorstellungen haben, die die neuen Mitglieder haben sollen oder nur die Annahme Gleichgesinnten ermöglichen. Dazu gehören ethnische Zugehörigkeit, religiöse Vorstellungen, Familienstand, gemeinsame Ideologie, Zugehörigkeit zu einer bestimmten Generation, sozialen Schicht oder einer bestimmten Einwanderungsgruppe.

## Geschichte
Die erste Gemeinschaftssiedlung in Israel war das 1953 gegründete Neve Monosson.
1976 wurde ein eigenständiger Verband gegründet.
Die Likudregierung förderte ab 1977 den Bau von Siedlungen in den besetzten Gebieten. Sehr oft sind sie Gemeinschaftssiedlungen.
2010 gab es etwa 170 Gemeinschaftssiedlungen in Israel.

## Tabelle
Derzeitige Gemeinschaftssiedlungen (unvollständig):
| Name                  | Kommunalverwaltung | Bezirk            | Bemerkung       |
| --------------------- | ------------------ | ----------------- | --------------- |
| Adora                 | Har Hevron         | Judäa und Samaria |                 |
| Alei Zahav            | Schomron           | Judäa und Samaria |                 |
| Allon Schewut         | Gusch Etzion       | Judäa und Samaria |                 |
| Almon                 | Mateh Benjamin     | Judäa und Samaria |                 |
| Alon                  | Mateh Benjamin     | Judäa und Samaria |                 |
| Aseret                | Gderot             | Zentralbezirk     |                 |
| Ateret                | Mateh Benjamin     | Judäa und Samaria |                 |
| Avnat                 | Megilot            | Judäa und Samaria |                 |
| Avschalom             | Eschkol            | Südbezirk         |                 |
| Awnei Chefetz         | Schomron           | Judäa und Samaria |                 |
| Barkan                | Schomron           | Judäa und Samaria |                 |
| Bat Ajin              | Gusch Etzion       | Judäa und Samaria |                 |
| Bat Chefer            | Emek Chefer        | Zentralbezirk     |                 |
| Bat Chen              | Emek Chefer        | Zentralbezirk     |                 |
| Beit Chaggai          | Har Hevron         | Judäa und Samaria |                 |
| Bet Chason            | Emek Chefer        | Zentralbezirk     |                 |
| Bet Choron            | Mateh Benjamin     | Judäa und Samaria |                 |
| Bracha                | Schomron           | Judäa und Samaria |                 |
| Bruchin               | Schomron           | Judäa und Samaria |                 |
| Chalamisch            | Mateh Benjamin     | Judäa und Samaria |                 |
| Chashmonajim          | Mateh Benjamin     | Judäa und Samaria |                 |
| Chemdat               | Bik’at HaJarden    | Judäa und Samaria |                 |
| Chermesch             | Schomron           | Judäa und Samaria |                 |
| Chinanit              | Schomron           | Judäa und Samaria |                 |
| Chofit                | Emek Chefer        | Zentralbezirk     |                 |
| Dolev                 | Mateh Benjamin     | Judäa und Samaria |                 |
| Einav                 | Schomron           | Judäa und Samaria |                 |
| Elazar                | Gusch Etzion       | Judäa und Samaria |                 |
| Eli                   | Mateh Benjamin     | Judäa und Samaria |                 |
| Elon More             | Schomron           | Judäa und Samaria |                 |
| Eschkolot             | Har Hevron         | Judäa und Samaria |                 |
| Ezer                  | Beer Tuvia         | Südbezirk         |                 |
| Ganot Hadar           | Lev haScharon      | Zentralbezirk     |                 |
| Gewa Benjamin         | Mateh Benjamin     | Judäa und Samaria |                 |
| Giv'ot Bar            | B’nei Schimon      | Südbezirk         |                 |
| Giv'ot Eden           | Mateh Jehuda       | Jerusalem         | 2023 eingeweiht |
| Giw'on HaChadascha    | Mateh Benjamin     | Judäa und Samaria |                 |
| Gva'ot                | Gusch Etzion       | Judäa und Samaria |                 |
| Har Gilo              | Gusch Etzion       | Judäa und Samaria |                 |
| Haraschim             | Misgaw             | Nordbezirk        |                 |
| Itamar                | Schomron           | Judäa und Samaria |                 |
| Jakir                 | Schomron           | Judäa und Samaria |                 |
| Je'af                 | Lev haScharon      | Zentralbezirk     |                 |
| Jitzhar               | Schomron           | Judäa und Samaria |                 |
| Karmei Tzur           | Gusch Etzion       | Judäa und Samaria |                 |
| Kedar                 | Gusch Etzion       | Judäa und Samaria |                 |
| Kfar Adumim           | Mateh Benjamin     | Judäa und Samaria |                 |
| Kfar Eldad            | Gusch Etzion       | Judäa und Samaria |                 |
| Kfar HaOranim         | Mateh Benjamin     | Judäa und Samaria |                 |
| Kfar Tapuach          | Schomron           | Judäa und Samaria |                 |
| Kirjat Netafim        | Schomron           | Judäa und Samaria |                 |
| Klil                  | Mateh Ascher       | Nordbezirk        |                 |
| Kochaw HaSchahar      | Mateh Benjamin     | Judäa und Samaria |                 |
| Kochaw Ja'akov        | Mateh Benjamin     | Judäa und Samaria | Auch Kida       |
| Ma'agalim             | Sdot Negev         | Südbezirk         |                 |
| Maale Amos            | Gusch Etzion       | Judäa und Samaria |                 |
| Maale Lewona          | Mateh Benjamin     | Judäa und Samaria |                 |
| Maale Michmas         | Mateh Benjamin     | Judäa und Samaria |                 |
| Ma'ale Schomron       | Schomron           | Judäa und Samaria |                 |
| Matan                 | Drom HaScharon     | Zentralbezirk     |                 |
| Metzad                | Gusch Etzion       | Judäa und Samaria |                 |
| Mevo Dotan            | Schomron           | Judäa und Samaria |                 |
| Migdalim              | Schomron           | Judäa und Samaria |                 |
| Mizpe Jericho         | Mateh Benjamin     | Judäa und Samaria |                 |
| Na'ale                | Mateh Benjamin     | Judäa und Samaria |                 |
| Nachliel              | Mateh Benjamin     | Judäa und Samaria |                 |
| Nataf                 | Mateh Jehuda       | Jerusalem         |                 |
| Negohot               | Har Hevron         | Judäa und Samaria |                 |
| Nerja                 | Mateh Benjamin     | Judäa und Samaria |                 |
| Netzer Hazani         | Nachal Sorek       | Zentralbezirk     |                 |
| Neve Daniel           | Gusch Etzion       | Judäa und Samaria |                 |
| Nili                  | Mateh Benjamin     | Judäa und Samaria |                 |
| Nirit                 | Drom HaScharon     | Zentralbezirk     |                 |
| Nof Ajalon            | Geser              | Zentralbezirk     |                 |
| Nofe Prat             | Mateh Benjamin     | Judäa und Samaria |                 |
| Nokdim                | Gusch Etzion       | Judäa und Samaria |                 |
| Ofra                  | Mateh Benjamin     | Judäa und Samaria |                 |
| Oschrat               | Mateh Ascher       | Nordbezirk        |                 |
| Otni'el               | Har Hevron         | Judäa und Samaria |                 |
| Pedu'el               | Schomron           | Judäa und Samaria |                 |
| Psagot                | Mateh Benjamin     | Judäa und Samaria |                 |
| Rechelim              | Schomron           | Judäa und Samaria |                 |
| Revava                | Schomron           | Judäa und Samaria |                 |
| Rimonim               | Mateh Benjamin     | Judäa und Samaria |                 |
| Scha'arei Tikva       | Schomron           | Judäa und Samaria |                 |
| Schaked               | Schomron           | Judäa und Samaria |                 |
| Schavei Schomron      | Schomron           | Judäa und Samaria |                 |
| Schilo                | Mateh Benjamin     | Judäa und Samaria |                 |
| Schim'a               | Har Hevron         | Judäa und Samaria |                 |
| Schoschanat ha-Amakim | Emek Chefer        | Zentralbezirk     |                 |
| Schwut Rachel         | Mateh Benjamin     | Judäa und Samaria |                 |
| Srigim                | Mateh Jehuda       | Jerusalem         |                 |
| Susiya                | Har Hevron         | Judäa und Samaria |                 |
| Tal Menasche          | Schomron           | Judäa und Samaria |                 |
| Talmon                | Mateh Benjamin     | Judäa und Samaria |                 |
| Tekoa                 | Gusch Etzion       | Judäa und Samaria |                 |
| Tel Te'omim           | Emeq ha-Ma’ajanot  | Nordbezirk        |                 |
| Telem                 | Har Hevron         | Judäa und Samaria |                 |
| Tene Omarim           | Har Hevron         | Judäa und Samaria |                 |
| Tushia                | Sdot Negev         | Südbezirk         |                 |
| Tzochar               | Eschkol            | Südbezirk         |                 |
| Tzufim                | Schomron           | Judäa und Samaria |                 |
| Tzur Hadassa          | Mateh Jehuda       | Jerusalem         |                 |
| Tzur Jitzhak          | Drom HaScharon     | Zentralbezirk     |                 |
| Yad Binyamin          | Nachal Sorek       | Zentralbezirk     |                 |
| Zuke Jam              | Emek Chefer        | Zentralbezirk     |                 |

## Abbildungen
(Auswahl)

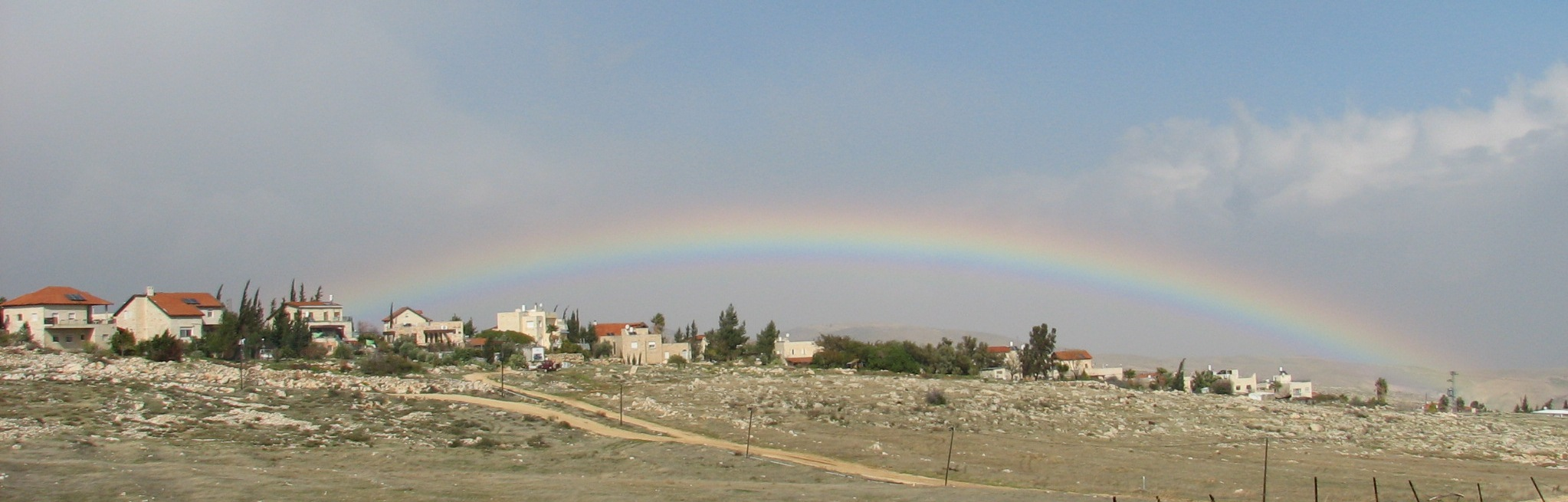
Gemeinschaftssiedlung Almon
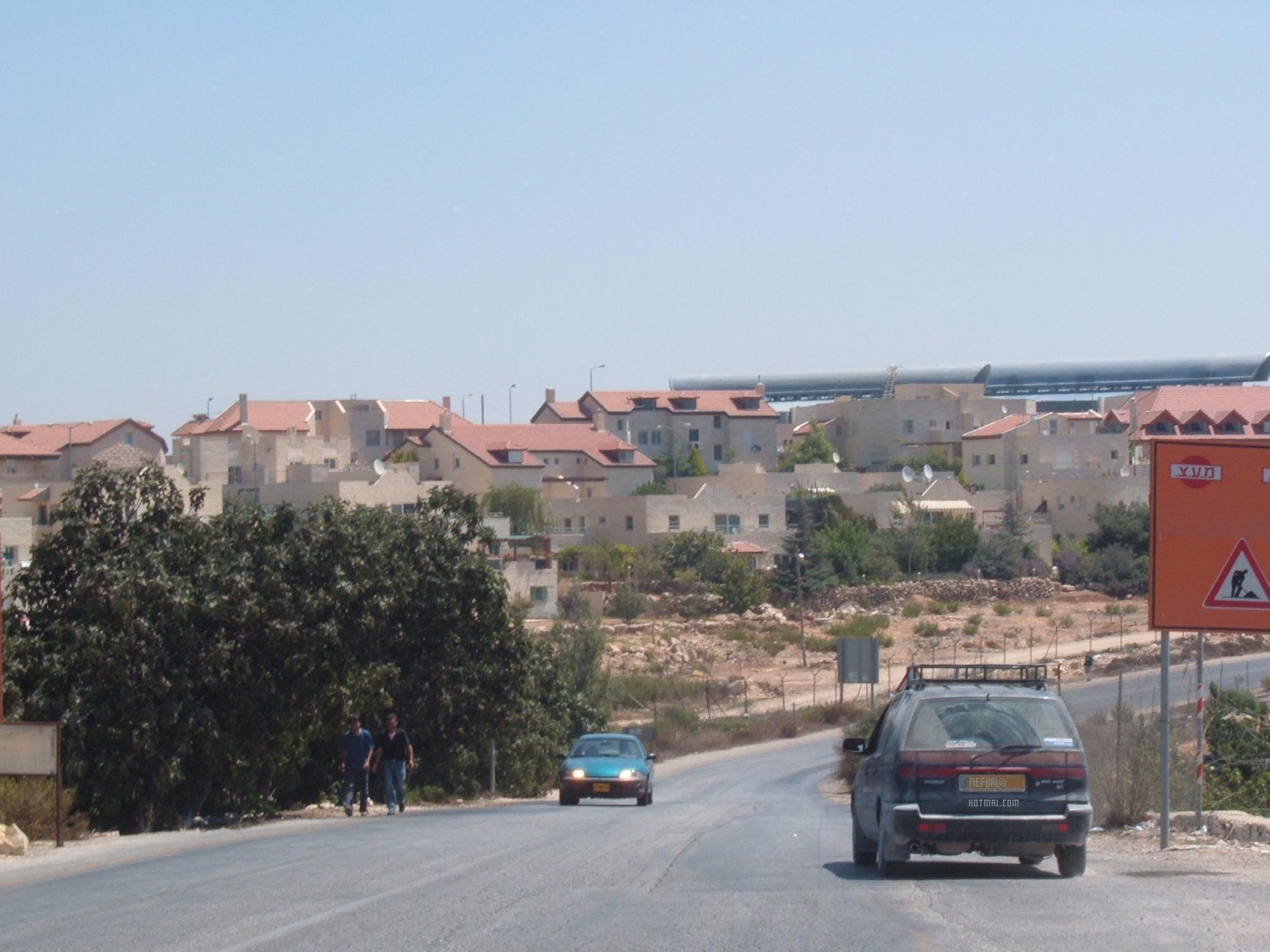
Gemeinschaftssiedlung Alon Schewut
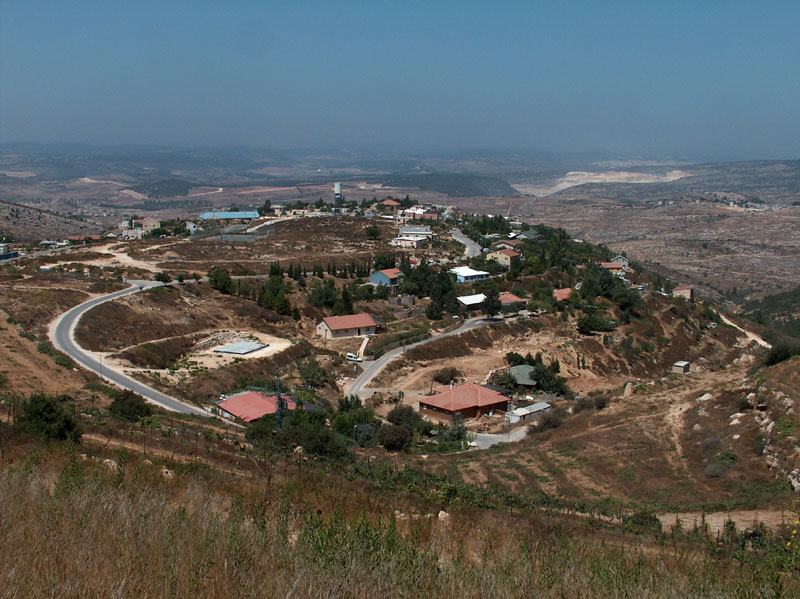
Gemeinschaftssiedlung Bat Ayin
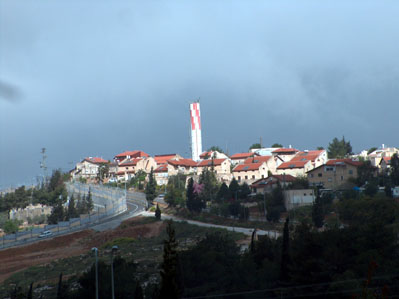
Gemeinschaftssiedlung Bet Choron
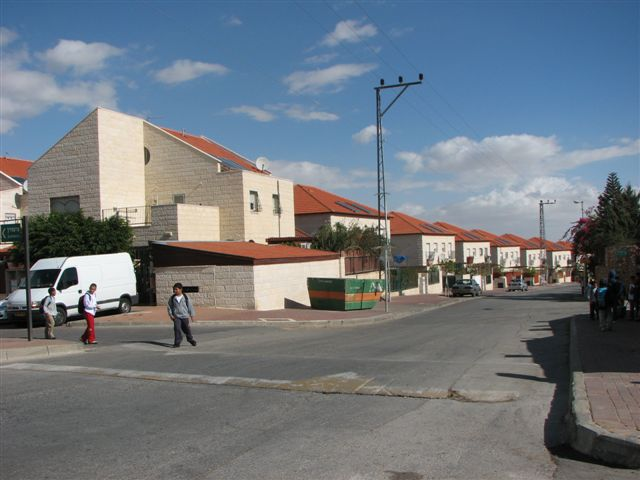
Gemeinschaftssiedlung Gewa Benjamin
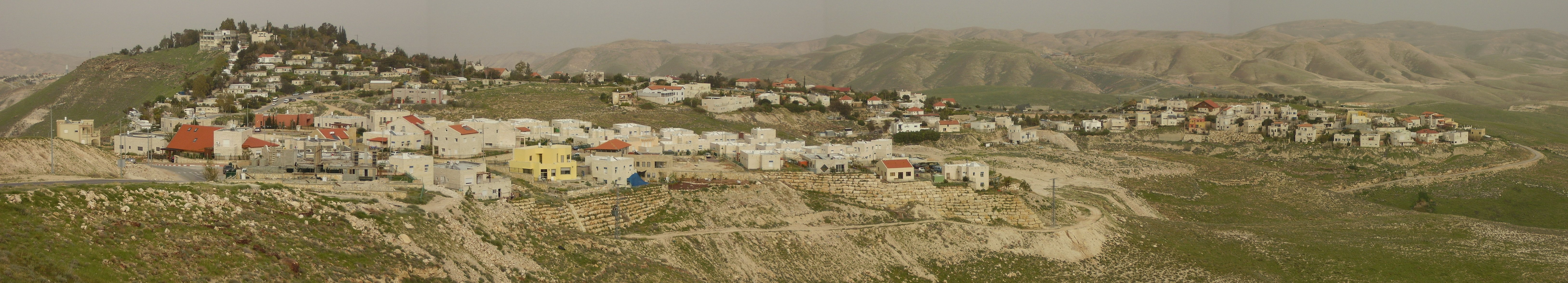
Gemeinschaftssiedlung Kfar Adumim
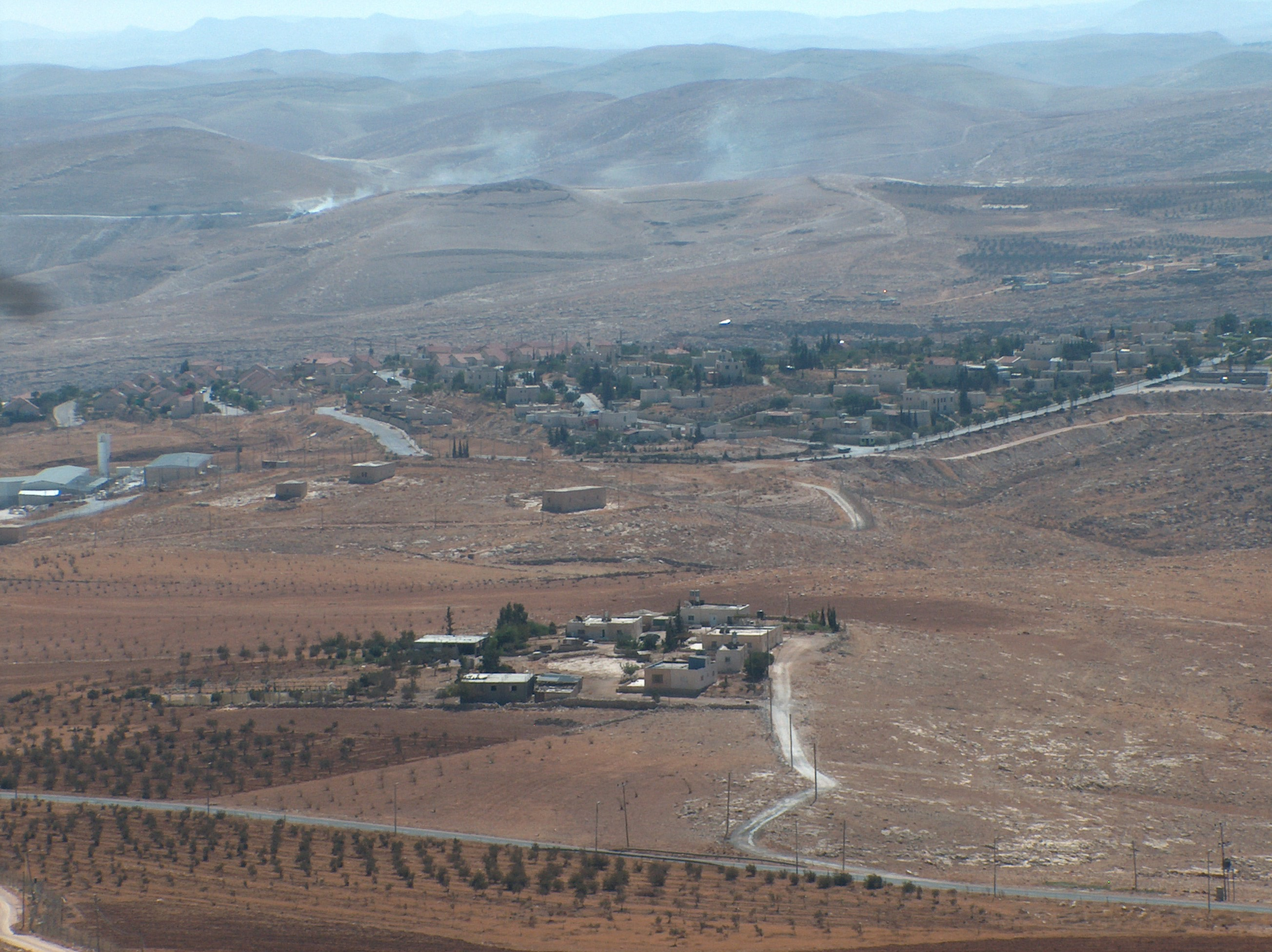
Gemeinschaftssiedlung Nokdim
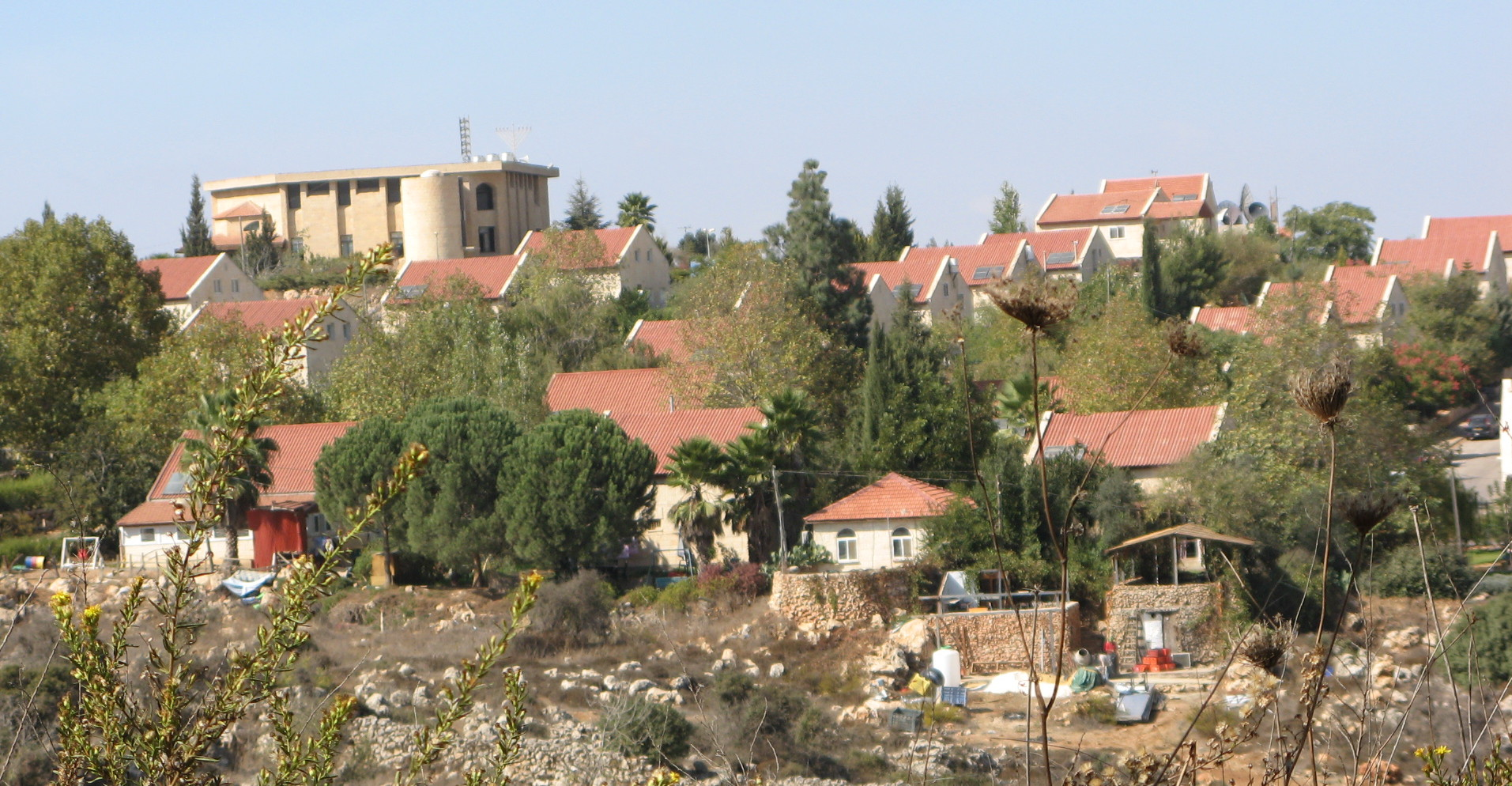
Gemeinschaftssiedlung Ofra
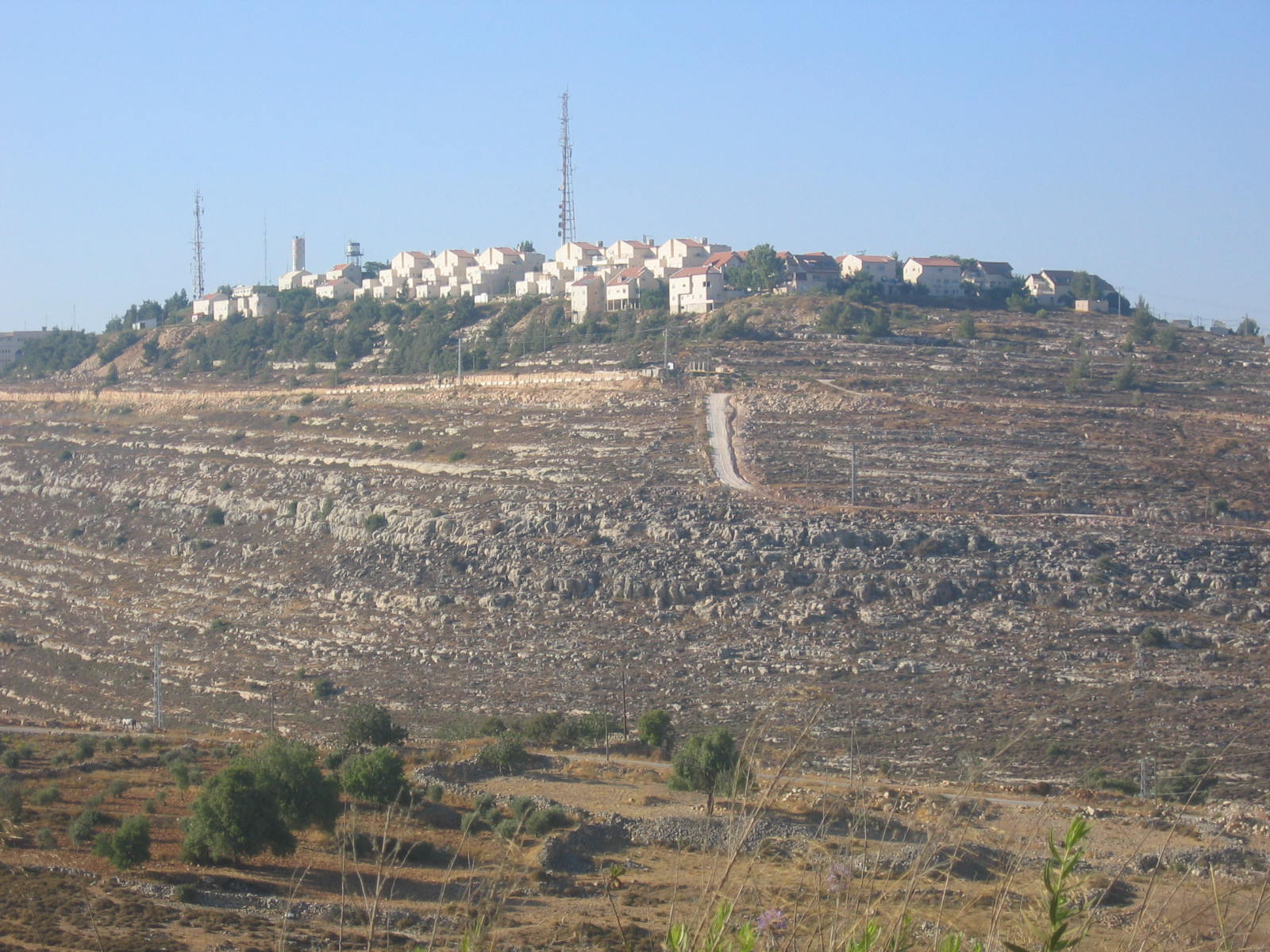
Gemeinschaftssiedlung Psagot
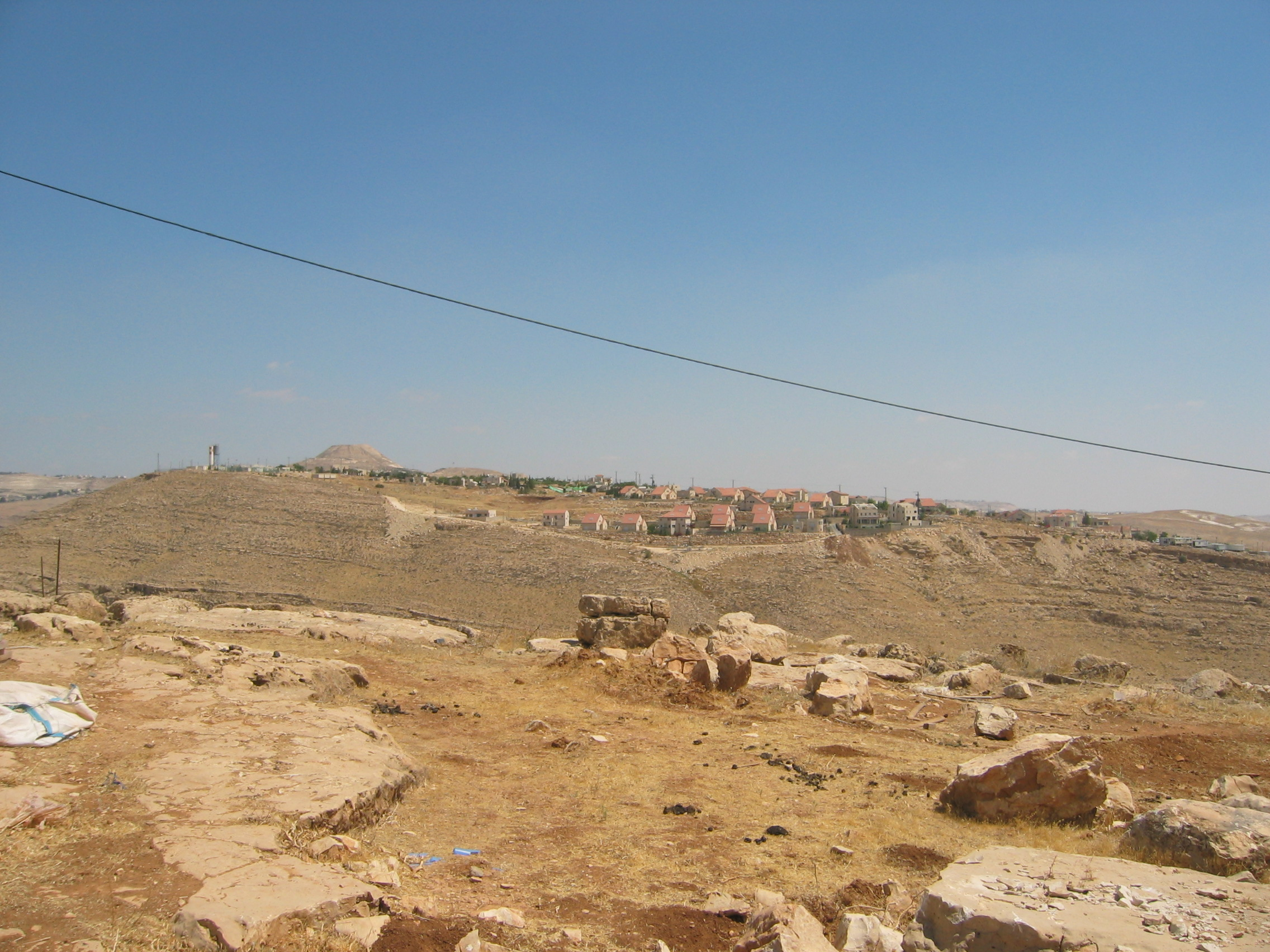
Gemeinschaftssiedlung Tekoa